# Sat.1 Nachrichten
Sat.1 Nachrichten (eigene Schreibweise: SAT.1 NACHRICHTEN) war die Nachrichtensendung des deutschen Fernsehsenders Sat.1. Nach fast 40 Jahren wurde die Sendung am 18. Juni 2023 eingestellt und am 19. Juni 2023 durch :newstime ersetzt.

## Geschichte

### 1985 bis 2004
Nach dem Sendestart von Sat.1 im Januar 1985 wurden die Nachrichten von Aktuell Presse Fernsehen (APF), einem von Verlegern (u. a. FAZ) gegründeten Unternehmen, in Hamburg produziert. Die Sendung hieß APF Blick. Die erste Ausgabe wurde am 1. Januar 1985 um 13.00 Uhr mit Armin Halle ausgestrahlt. Anders als bei RTL wurde bei Sat.1 versucht, die Nachrichten am Stil der Tagesschau zu orientieren. Im Jahr 1986 beteiligten sich die Verleger an Sat.1 und die Sendung wurde in Sat.1 Blick umbenannt. Die Anfangszeiten der Hauptnachrichten variierten zwischen 18 und 20 Uhr. Ab 1993 hieß die Nachrichtensendung Newsmagazin und wurde um 19 Uhr ausgestrahlt. Im Jahr 1995 moderierte Ulrich Meyer die Nachrichten 18.30. Im Zuge der Fusion von SAT.1 und ProSieben wurden die Nachrichtenredaktionen zusammengelegt. Seitdem produziert eine zentrale Redaktion in Berlin die aktuelle Berichterstattung für die komplette Sendergruppe.

### 2004 bis 2022
Mit der 2004 anberaumten „Info-Offensive“ von Sat.1 wurden die Nachrichten in Sat.1 News umgetauft und bis Juni 2007 von Thomas Kausch präsentiert. Dann präsentierte Katja Losch die Sat.1 News.
Ab Oktober 2007 wurde die Sendung optisch erneuert. Ebenfalls wurden die Nachrichten, wie bereits in der ARD bei der Tagesschau und den Tagesthemen, von den Sprechern im Stehen präsentiert. Seit dem 17. März 2008 läuft die Sendung unter dem Namen Sat.1 Nachrichten und wurde von Montag bis Samstag um 20 Uhr ausgestrahlt. Sie wurde vom ehemaligen N24-Chefredakteur und damaligen Senior Vice President Nachrichten und politische Information der ProSiebenSat.1 Media AG Peter Limbourg verantwortet und moderiert. Die Sonntagsausgaben begannen ab 2008 bzw. 2009 auch um 20.00 Uhr und wurden von Katja Losch und Heiko Paluschka moderiert. Im Rahmen der Übernahme des Nachrichtensenders N24, durch die N24 Media GmbH, wurde mit dieser ein Produktionsvertrag der Nachrichten für die gesamte ProSiebenSat.1-TV-Deutschland-Gruppe (Sat.1, ProSieben, Kabel eins) vereinbart. Die Nachrichten wurden bis zum 31. Dezember 2022 weiterhin im Senderkomplex von Welt (ehemals N24) in Berlin produziert und gesendet.
Seit dem 1. November 2008 wird die Sendung im Breitbildformat 16:9 produziert.
Seit Dezember 2008 ist auf der Homepage der Sendung die jeweilige Ausgabe als Livestream im Internet abrufbar.
Seit dem 9. Juli 2012 hat sich das Design nach vier Jahren wieder dem aktuellen Sat.1-Design angepasst.
Am 4. Mai 2013 wurde der Sendeplatz um fünf Minuten vorverlegt. Der Umfang der Sendung änderte sich dadurch aber nicht.
Ab dem 10. Mai 2013 löste Marc Bator Peter Limbourg als Chefmoderator der Hauptausgaben ab.

### Einstellung der Sat.1 Nachrichten 2023
Zum 31. Dezember 2022 lief der Vertrag mit Welt bzw. der Axel Springer SE aus. Seit dem 1. Januar 2023 produziert die Seven.One Entertainment Group ihre Nachrichtensendungen (Sat.1 Nachrichten, Newstime und Kabel eins news) wieder selbst. Damit zogen die Nachrichtensendungen aus dem Senderkomplex von Welt in Berlin zum Hauptstandort von der Seven.One Entertainment Group nach Unterföhring bei München. Das Studio blieb vorerst identisch, wie das in Berlin. Ein neues Studio und Design sowie einen einheitlichen Namen sollen die drei Nachrichtensendungen im Sommer 2023 erhalten.
Mit dem Umzug der Sat.1 Nachrichten von Berlin nach Unterföhring zieht sich nach fast zehn Jahren Marc Bator als Chefmoderator zurück. Nachfolgerin wurde am 1. Januar 2023 Claudia von Brauchitsch. Marc Bator und Stephanie Puls werden weiterhin die Nachrichtensendung im regelmäßigen Wechsel mit von Brauchitsch moderieren.
Am 18. Juni 2023 wurden die letzten Sat.1 Nachrichten ausgestrahlt und gemeinsam mit Newstime und Kabel eins news eingestellt. Ab dem 19. Juni 2023 werden die drei Nachrichtensendungen unter den Namen :newstime laufen.

### Zuschauerzahl
| Zeitraum                      | Gesamtzuschauerzahl | Quelle |
| ----------------------------- | ------------------- | ------ |
| 1. Sep. 2004 – 29. Aug. 2005  | 2,26 Mio.           | [ 7 ]  |
| 27. Aug. 2007 – 14. März 2008 | 2,14 Mio.           | [ 8 ]  |
| 1. Jan. – 31. Dez. 2008       | 1,40 Mio.           | [ 9 ]  |
| 1. Jan. – 31. Dez. 2009       | 1,65 Mio.           | [ 9 ]  |
| 1. Jan. – 31. Okt. 2011       | 1,93 Mio.           | [ 10 ] |
| 1. Jan. – 31. Dez. 2013       | 1,65 Mio.           | [ 11 ] |
| 1. Jan. – 31. Dez. 2014       | 1,47 Mio.           | [ 11 ] |
| 1. Jan. – 31. Dez. 2015       | 1,36 Mio.           | [ 11 ] |

## Titel der Hauptnachrichtensendung
- F.A.Z Fernsehnachrichten (1984)
- APF Blick (1985 bis 1986)
- Sat.1 Blick (1986 bis 1991)[Anm. 1]
- Guten Abend, Deutschland (1991 bis 1992)
- Sat.1 News (1992 bis 1993)[Anm. 2]
- Newsmagazin (1993 bis 1995)
- 18.30 – Sat.1 Nachrichten (1995 bis 2004)
- Sat.1 News (2004 bis 2008)
- Sat.1 Nachrichten (2008 bis 2023)

Anmerkungen
1. ↑  Bis 1992 wurde der Titel für andere Nachrichtenausgaben auf Sat.1 verwendet.
2. ↑  Bis 1994 wurde der Titel für andere Nachrichtenausgaben auf Sat.1 verwendet.

## Weitere Formate
Die Hauptausgabe der Sat.1 Nachrichten begann von Montag bis Sonntag um 19:55 Uhr und endete um 20:15 Uhr, wobei die letzten 5 Minuten meist Werbung waren, sodass die eigentlichen Nachrichten 15 Minuten dauerten. Weitere Ausgaben wurden werktags halbstündlich von 05:55 Uhr bis 08:25 Uhr im Rahmen des Sat.1-Frühstücksfernsehens ausgestrahlt und dauerten etwa fünf Minuten. Die Nachtausgabe wurde Ende August 2007 nach vier Jahren Sendezeit eingestellt.
Ab Juni 2013 gab es eine Kurzausgabe unter dem Titel Sat.1 Kurznachrichten, die im Programm nicht angekündigt wurde. Sie wurde meistens zwischen 19 Uhr und bis zur Hauptausgabe ausgestrahlt. Seit Januar 2023 wurde ein sogenannter „Newsflash“ werktags im laufenden Nachmittag ausgestrahlt, welcher ebenfalls nicht im Programm angekündigt wurde. Spezialsendungen wurden unter dem Titel Sat.1 Nachrichten – Spezial ausgestrahlt.

## Moderation
Seit dem 1. Januar 2023 war Claudia von Brauchitsch Chefmoderatorin. Sie präsentierte die Sendung im Wechsel mit Marc Bator, Stephanie Puls und Jule Gölsdorf, die Hauptausgabe.
Die Sat.1 Nachrichten im Sat.1 Frühstücksfernsehen wurden von Ina Dietz, Philip Isterewicz, Jule Gölsdorf und Stephanie Puls moderiert.
Auf die Nachrichten folgte bis 2014 ein sehr knapper Wetterbericht, welcher nicht moderiert wurde. Seit 2014 wurde der Wetterbericht abwechselnd von drei Moderatoren moderiert. Diese waren Susanne Schöne, Georg Haas und Anneke Dürkopp sowie vertretungsweise Anna Gröbel.
Chefmoderator der Hauptausgabe
| Chefsprecher            | Einstieg | Ausstieg | Bemerkungen                                                                    |
| ----------------------- | -------- | -------- | ------------------------------------------------------------------------------ |
| Karl-Ulrich Kuhlo       | 1985     | 1987     |                                                                                |
| Armin Halle             | 1987     | 1994     |                                                                                |
| Ulrich Meyer            | 1995     | 1998     |                                                                                |
| Astrid Frohloff         | 1999     | 2004     |                                                                                |
| Jochen Sattler          | 2003     | 2003     | Schwangerschaftsvertretung von Astrid Frohloff                                 |
| Thomas Kausch           | 2004     | 2007     |                                                                                |
| Katja Losch             | 2007     | 2008     | moderierte von 2008 bis 2022 weitere Ausgaben der Nachrichten auf Sat.1        |
| Peter Limbourg          | 2008     | 2013     |                                                                                |
| Marc Bator              | 2013     | 2022     | moderierte seit 2023 weiterhin die Wochenendausgaben der Nachrichten auf Sat.1 |
| Claudia von Brauchitsch | 2023     | 2023     | moderierte in den 2000er Jahren bereits die Nachtausgabe der Sat.1 Nachrichten |

Nachrichtensprecher / Vertretung der Hauptausgabe (Auswahl)
| Nachrichtensprecher | Einstieg | Ausstieg | Bemerkungen                                                                                     |
| ------------------- | -------- | -------- | ----------------------------------------------------------------------------------------------- |
| Eddie Lange         | 1985     | 1991     |                                                                                                 |
| Andrea Scherell     | 1985     | 1992     |                                                                                                 |
| Dieter Kronzucker   | 1991     | 2001     |                                                                                                 |
| Karsten Klaue       | 1997     | 1997     |                                                                                                 |
| Sascha Oliver Rusch | 1998     | 2002     |                                                                                                 |
| Bettina Cramer      | 2000     | 2004     |                                                                                                 |
| Clarissa Ahlers     | 2001     | 2003     |                                                                                                 |
| Jochen Sattler      | 2001     | 2004     |                                                                                                 |
| Anke Stessun        | 2004     | 2008     |                                                                                                 |
| Julia Böhm          | 2004     | 2010     |                                                                                                 |
| Heiko Paluschka     | 2007     | 2020     | moderierte weitere Ausgaben der Nachrichten auf Sat.1                                           |
| Katja Losch         | 2008     | 2022     | moderierte weitere Ausgaben der Nachrichten auf Sat.1 2008–2011: Elternzeit                     |
| Ina Dietz           | 2011     | 2022     | Vertretung; 2004–2023: Anchorwoman der Frühausgabe                                              |
| Alexander Siemon    | 2018     | 2018     | Vertretung; 2016–2019: Vertretung in der Frühausgabe                                            |
| Stephanie Puls      | 2020     | 2023     | moderierte weitere Ausgaben der Nachrichten auf Sat.1; 2021–2023: Vertretung in der Frühausgabe |
| Jule Gölsdorf       | 2022     | 2023     | Vertretung; 2021–2023: Nachrichtensprecherin der Frühausgabe                                    |

Wochenendausgabe (Auswahl)
| Nachrichtensprecher | Einstieg | Ausstieg | Bemerkungen                                                                 |
| ------------------- | -------- | -------- | --------------------------------------------------------------------------- |
| Conny Czymoch       | 1992     | 1993     | Wechsel zu Phoenix                                                          |
| Hans-Hermann Gockel | 1995     | 2004     | moderierte zuvor Frühausgabe                                                |
| Julia Böhm          | 2004     | 2010     |                                                                             |
| Katja Losch         | 2006     | 2022     | moderierte weitere Ausgaben der Nachrichten auf Sat.1 2008–2011: Elternzeit |
| Heiko Paluschka     | 2007     | 2020     | moderierte weitere Ausgaben der Nachrichten auf Sat.1                       |
| Stephanie Puls      | 2020     | 2023     | moderierte weitere Ausgaben der Nachrichten auf Sat.1                       |
| Marc Bator          | 2023     | 2023     | Zuvor Anchorman der Sat.1 Nachrichten                                       |

Frühausgabe (Auswahl)
| Nachrichtensprecher | Einstieg | Ausstieg | Bemerkungen                                         |
| ------------------- | -------- | -------- | --------------------------------------------------- |
| Hans-Hermann Gockel | 1987     | 1995     |                                                     |
| Martin Haas         | 1991     | 2018     | Anchorman                                           |
| Barbara Gantenbein  | 1993     | 1995     |                                                     |
| Bettina Cramer      | 1998     | 2000     |                                                     |
| Sylvia Bommes       | 2000     | 2003     |                                                     |
| Simone Panteleit    | 2012     | 2012     | Vertretung                                          |
| Alexander Siemon    | 2016     | 2019     | Vertretung                                          |
| Gabi Becker         | 2018     | 2022     | Vertretung                                          |
| Heiko Paluschka     | 2018     | 2019     | Vertretung; 2007–2020: Moderator der Hauptausgabe   |
| Max Oppel           | 2018     | 2022     | Anchorman                                           |
| Alexandra Kröber    | 2020     | 2022     | Vertretung                                          |
| Ina Dietz           | 2004     | 2023     | Anchorwoman; 2011–2022: Vertretung der Hauptausgabe |
| Stephanie Puls      | 2021     | 2023     | Vertretung; 2020–2023: Moderatorin der Hauptausgabe |
| Jule Gölsdorf       | 2021     | 2023     | 2022–2023: Vertretung der Hauptausgabe              |
| Philipp Isterewicz  | 2022     | 2023     | Anchorman                                           |

Spätausgabe (Auswahl)
| Nachrichtensprecher     | Einstieg | Ausstieg | Bemerkungen                                                      |
| ----------------------- | -------- | -------- | ---------------------------------------------------------------- |
| Jochen Sattler          | 2001     | 2004     |                                                                  |
| Julia Böhm              | 2001     | 2004     | moderierte später weitere Ausgaben der Nachrichten auf Sat.1     |
| Anke Stessun            | 2003     | 2007     |                                                                  |
| Claudia von Brauchitsch | 2005     | 2007     | 2023: Anchorwoman der Sat.1 Nachrichten                          |
| Ina Dietz               | 2004     | 2007     | 2004–2023: Anchorwoman der Frühausgabe der Nachrichten auf Sat.1 |
| Katja Losch             | 2006     | 2007     | 2006–2022: moderierte weitere Ausgaben der Nachrichten auf Sat.1 |

weitere ehemalige Nachrichtensprecher
- Claus Antwerpen
- Clemens Semtner
- Geraldine Gaul
- Jan Fromm
- Eberhard H. Laib
- Ariane Moschkau
- Marina Ruperti
- Stephan Strothe
- Judy Zabel
- Jörg Draeger
- Christiane Feist
- Andreas Franke
- Karin Jacoby
- Brigitte Weirich
- Detlef Korus

## Aus- und Inlandsstudios
Sat.1 verfügte zusammen mit Die Welt über ein Auslandsstudio in Washington D.C. (USA) und in Moskau (Russland). Der US-Korrespondent war Steffen Schwarzkopf und der Russland-Korrespondent Christoph Wanner. Zudem griff der Sender auf freie Journalisten in London (Großbritannien), Rom (Italien) und Jerusalem (Israel) sowie auf weitere zurück. Außerdem wurden zuletzt bis 2022 die Reporter Jens Reupert, Nadine Mierdorf und Carsten Hädler bei Krisenfällen an die jeweiligen Orte entsendet.
Im Inland ist Sat.1 mit Landesstudios in Kiel, Hamburg, Bremen, Hannover, Dortmund, Mainz und München vertreten. In diesen werden auch die täglichen Regionalnachrichten 17:30 Sat.1 produziert.

## Änderungen der Sendestruktur
Durch Sparmaßnahmen bei Sat.1, die durch die extrem hohen Renditeforderungen der Finanzinvestoren Kohlberg Kravis Roberts & Co. (KKR) und Permira notwendig wurden, wurde der Nachrichtensektor ab dem 16. Juli 2007 stark eingeschränkt. Die quotenschwachen Sendungen Sat.1 am Mittag und Sat.1 am Abend verloren noch am nächsten Tag ihren Platz im Programm.
Ebenfalls wurde Ende August 2007 die Nachtnachrichtensendung „Sat.1 News – Die Nacht“ eingestellt.